# Martin Kohlroser
Martin Kohlroser (Monaco di Baviera, 8 gennaio 1905 – Monaco di Baviera, 14 novembre 1967) è stato un generale tedesco delle Waffen-SS durante la Seconda guerra mondiale.

## Biografia
fu un alto ufficiale delle Waffen-SS durante la Seconda guerra mondiale  , nella quale fu decorato con l'Ordine militare della Croce Tedesca in oro.Il suo comando più importante fu la 34. SS-Freiwilligen-Grenadier-Division "Landstorm Nederland".